# Чемпіонат УРСР із шахів 1939 (жінки)
5-й чемпіонат України із шахів серед жінок, що проходив у Києві наприкінці 1939 року.

## Загальна інформація про турнір
Турнір проходив за коловою системою за участі 11 шахісток.
Підсумки чемпіонату виявилися несподіваними. Перше місце завоювала 15-річна одеситка Сара Слободяник. Вона з перших турів захопила лідерство і добилася чудового результату — 8½ очок з 10 можливих. Друге місце посіла чемпіонка України 1937 року Тамара Добровольська (Київ). Бронзові нагороди отримали одразу троє шахісток, які набрали однакову кількість очок: киянки Любов Коган (майбутня 6-ти разова чемпіонка України) та Естер Гольдберг (майбутня чемпіонка 1955 року), а також Карліна з Харкова.
Вигравши чемпіонат у віці 15 років, Сара Слободяник до 2003 року була наймолодшою чемпіонкою України. Наразі вона є третьою серед наймолодших чемпіонок України, поступаючись лише Анні Музичук, яка стала переможницею чемпіонату України 2003 року у віці — 13 років 8 місяців та 11 днів, а також Євгенії Торопцевій (2024 — 14 років 10 місяців та 22 дні).
Нажаль доля Сари Слободяник трагічна. Невдовзі після початку німецько-радянської війни вона була евакуйована до Казахської РСР, де важко захворіла та померла (за іншими даними, померла з голоду) 2 лютого 1942 року у віці 17 років.

## Турнірна таблиця
| №  | Учасник              | Місто  | 1 | 2 | 3 | 4 | 5 | 6 | 7 | 8 | 9 | 10 | 11 |  | + | − | = | Очки | Місце  |
| -- | -------------------- | ------ | - | - | - | - | - | - | - | - | - | -- | -- |  | - | - | - | ---- | ------ |
| 1  | Сара Слободяник      | Одеса  |   |   |   |   |   |   |   |   |   |    |    |  |   |   |   | 8½   | Gold   |
| 2  | Тамара Добровольська | Київ   |   |   |   |   |   |   |   |   |   |    |    |  |   |   |   | 7½   | Silver |
| 3  | Естер Гольдберг      | Київ   |   |   |   |   |   |   |   |   |   |    |    |  |   |   |   | 6    | — 5    |
| 4  | Любов Коган          | Київ   |   |   |   |   |   |   |   |   |   |    |    |  |   |   |   | 6    | — 5    |
| 5  | Карліна              | Харків |   |   |   |   |   |   |   |   |   |    |    |  |   |   |   | 6    | — 5    |
| 6  | Тетяна Терашкевич    | Харків |   |   |   |   |   |   |   |   |   |    |    |  |   |   |   | ?    | ?      |
| 7  | ?                    |        |   |   |   |   |   |   |   |   |   |    |    |  |   |   |   | ?    | ?      |
| 8  | ?                    |        |   |   |   |   |   |   |   |   |   |    |    |  |   |   |   | ?    | ?      |
| 9  | ?                    |        |   |   |   |   |   |   |   |   |   |    |    |  |   |   |   | ?    | ?      |
| 10 | ?                    |        |   |   |   |   |   |   |   |   |   |    |    |  |   |   |   | ?    | ?      |
| 11 | ?                    |        |   |   |   |   |   |   |   |   |   |    |    |  |   |   |   | ?    | ?      |